# Brasília Futebol Clube
El Brasília Futebol Clube o simplemente Brasília es un club de fútbol brasileño, con sede en Brasília, Distrito Federal. El club fue fundado el 2 de junio de 1975 como Brasília Esporte Club, adoptando su actual nombre el 8 de noviembre de 1999. Actualmente es el club profesional en activo de mayor antigüedad en el DF, actualmente compite en el Campeonato Brasiliense.

## Historia
El Brasília fue fundado el 2 de junio de 1975 por los empresarios José da Silva Neto y Vicente de Paula Araújo. El club ha logrado el Campeonato Brasiliense en ocho oportunidades, la última vez en 1987. En cuanto a participaciones en torneos nacionales, el Brasília ha estado presente en 7 ediciones del Campeonato Brasileño de Serie A (1977, 1978, 1979, 1981, 1983, 1984 e 1985) desde 1971.
Los clásicos rivales del Brasília son el Brasiliense y el Gama.

### Copa Sudamericana
En el año 2014, el club se corona campeón de la Copa Verde, lo cual lo clasificó a la Copa Sudamericana 2015.
Inicio en 16avos ante el Goiás en su estadio igualó 0-0 en un flojo partido y en la vuelta en el Estadio Serra Dourada; Donde el favorito era el local, dio el batacazo; Fue la primera vez que un equipo de tan bajos recursos y categoría (Sin Serie) vence a uno de Serie A en planos internacionales; Fue por 0-2 con goles de Andre al minuto 50' y de Bruno Morais al 55' 
Más tarde en octavos de final enfrentaría al Atlético Paranaense con el cual quedaría eliminado cayendo 1-0 de visitante e igualando 0-0 en su estadio.

## Estadio
El equipo disputa sus partidos en el Estadio Mané Garrincha de la capital brasileña, que cuenta con una capacidad para 65.000 personas; o en el Estadio Bezerrão en Gama.

## Participaciones internacionales
| Competencia           | Edición |
| --------------------- | ------- |
| Copa Sudamericana (1) | 2015.   |

### Por competición
| Torneo            | TJ | PJ | PG | PE | PP | GF | GC | DG | Puntos |
| ----------------- | -- | -- | -- | -- | -- | -- | -- | -- | ------ |
| Copa Sudamericana | 1  | 4  | 1  | 2  | 1  | 2  | 1  | +1 | 5      |
| Total             | 1  | 4  | 1  | 2  | 1  | 2  | 1  | +1 | 5      |

## Palmarés
- Campeonato Brasiliense (8):

1976, 1977, 1978, 1980, 1982, 1983, 1984, 1987
- Copa Verde (1):

2014

## Entrenadores
- Cláudio García (junio de 1975-mayo de 1976)[5][6]
- Velha (junio de 1976-septiembre de 1976)[7][8]
- Edilson Braga (septiembre de 1976-enero de 1977)[8][9]
- Airton Nogueira (febrero de 1977-marzo de 1978)[10][11][12]
- Erci Rosa (interino- mayo de 1978)[13]
- Dicão (marzo de 1978-mayo de 1978)[14][15][16]
- Erci Rosa (interino- mayo de 1978)[14]
- Cláudio Garcia (mayo de 1978-abril de 1979)[14][17][18]
- Erci Rosa (interino- abril de 1979)[14][18]
- Airton Nogueira (abril de 1979-agosto de 1979)[14][19][20]
- Erci Rosa (interino- agosto de 1979-septiembre de 1979)[20][14]
- Décio Leal (septiembre de 1979-noviembre de 1979)[21][22]
- Bugue (noviembre de 1979-diciembre de 1980)[22][23][24]
- Alaor Capela (diciembre de 1980-mayo de 1981)[25][26]
- Erci Rosa (mayo de 1981-enero de 1983)[26][27][28]
  -  José Sobrinho (interino- enero de 1982)[29]
- Bugue (enero de 1983-marzo de 1983)[28][30]
- Jorge Medina (marzo de 1983-abril de 1983)[31][32]
- Mozair Barbosa (abril de 1983-mayo de 1984)[32][33]
- Pedro Pradera (mayo de 1984-junio de 1984)[34][35]
- Jorge Medina (junio de 1984-?)[35]
- Manoel Cajueiro (?-agosto de 1985)[36]
- José Roberto (agosto de 1985-octubre de 1985)[36][37]
- Josemar Macedo (octubre de 1985-?)[38]